# Toshiba Samsung Storage Technology
 (février 2017).
Si vous disposez d'ouvrages ou d'articles de référence ou si vous connaissez des sites web de qualité traitant du thème abordé ici, merci de compléter l'article en donnant les références utiles à sa vérifiabilité et en les liant à la section « Notes et références ».
Toshiba Samsung Storage Technology Corporation (abrégé TSST) est une société internationale commune de Toshiba (Japon) et Samsung Electronics (Corée du Sud). Toshiba possède 51 % de ses actions, alors que Samsung possède les 49 % restants. L’entreprise est spécialisée dans la fabrication de lecteur de disque optique. La société a été créée en 2004.

## Description
Le siège de la société est situé à Shibaura (Tokyo) au Japon. Sa filiale, Toshiba Samsung Storage Technology Corée Corporation est situé à Suwon en Corée du Sud.
En octobre 2009, TSST reçoit une citation à comparaître par le ministère de la Justice des États-Unis pour, vraisemblablement, avoir violé les lois antitrust.
En 2014, Optis acquiert 49,9% du capital de la société
En 2015, la société fait l'objet d'une plainte pour avoir violé les lois européennes concernant les ententes sur les prix des lecteurs de CD et de DVD. 